# بني خيلة (تعز)
بني خولان تعز هي إحدى القرى والعُزَل في الجمهورية اليمنية، وتُعرف بِ(وادي بني خولان). وتتبع جغرافيا لمحافظة تعز وإداريًا لمديرية جبل حبشي. حيث بلغ تعداد سكانها حوالي 8000 نسمة حسب الإحصاء الذي أجري عام 2010 م.